# Cotton (cràter)
Cotton és un cràter d'impacte en el planeta Venus de 48,1 km de diàmetre. Porta el nom d'Eugénie Cotton (1881-1967), científica i activista pels drets de la dona francesa, i el seu nom va ser aprovat per la Unió Astronòmica Internacional el 1985.